# ورونا
ورونا (به ایتالیایی: Verona) شهری در شمال ایتالیا است. ورونا در بین ایتالیایی‌ها به شهر عشق معروف است. علت آن واقع شدن خانه‌های رومئو و ژولیت، عشاق معروف ایتالیایی، در مرکز شهر ورونا و رخ دادن ماجرای عشق و مرگ آنها در این شهر می‌باشد. این خانه‌های باستانی هر روزه توسط گردشگران فراوان از سرتاسر جهان بازدید می‌شوند. داستان عشق رومئو و ژولیت توسط نویسندگان مختلف ازجمله دانته و شکسپیر نقل شده‌است. همچنین داستان عشق آن‌ها روی تابلوهایی از سنگ، در محل مقبره ژولیت حکاکی شده‌است و گردشگران بسیاری را به خود جلب می‌کند.
باشگاه‌های فوتبال کیه‌وو ورونا و هلاس ورونا مهم‌ترین تیم‌های ورزشی آن محسوب می‌شوند.

## جغرافیا
ورونا شهری است در شمال ایتالیا، ناحیه ونتو Veneto کنار رود آدیجه Adige که موقعیت سوق‌الجیشی آن بین ونیز و میلان و همچنین گذرگاه برنر Brenner که ارتباط دهنده اروپای مرکزی با ایتالیاست، آن را به مرکز مهم تجاری و راه‌آهن تبدیل کرده‌است.

## تاریخچه
این شهر تا سال ۸۹ قبل از میلاد متعلق به رومیان بوده‌است.
در سدهٔ پنجم اقوام وحشی ژرمنی این شهر را به یک دژ نظامی تبدیل کردند، تا اینکه در سده ۱۲ به یک شهر آزاد تبدیل شد. اوج پیشرفت سیاسی و هنری شهر در سدهٔ چهاردهم بود که توسط ونیز فتح شده بود.
این شهر تا سال ۱۷۹۷ یکی از ایل‌های ونیز به‌شمار می‌رفت تا اینکه توسط قوای ناپلئون فتح شد.
هنرستان نقاشی ورونا (متعلق به سده‌های ۱۵ و ۱۶) به جهت تابلوهای چشم‌اندازها و خودچهره‌نگاری‌های زبانزد است. در سدهٔ نوزدهم ورونا به اشغال اتریشی‌ها درآمد تا اینکه در سال ۱۸۶۶ قسمتی از پادشاهی ایتالیا گردید.

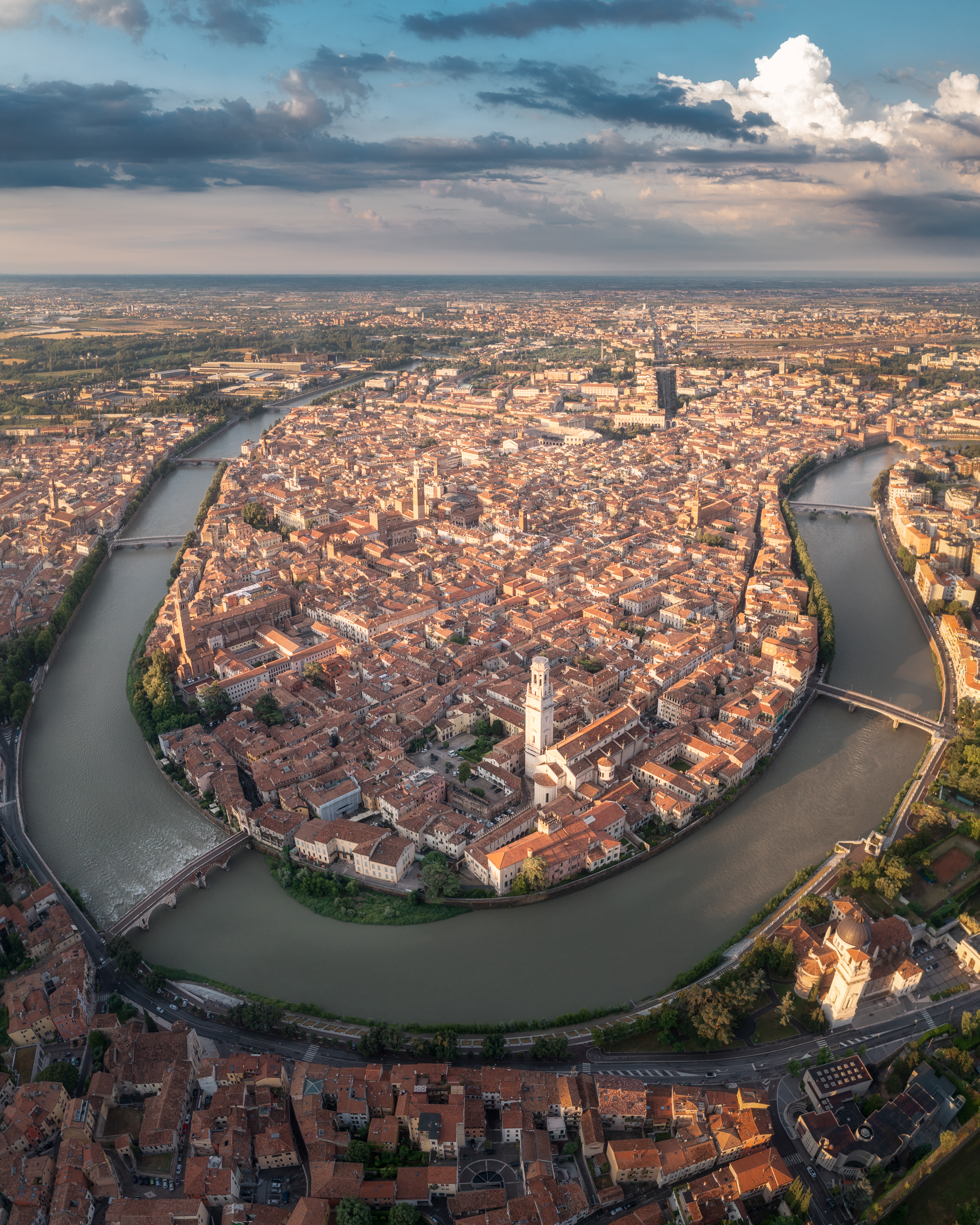
تصویر هوایی از شهر ورونا

این شهر در جنگ جهانی دوم خسارات فراوانی دید. جمعیت این شهر در سال ۲۰۰۲، ۲۵۶۱۱۰ نفر بوده‌است.

## جمعیت
در سال ۲۰۰۹؛ ۲۶۵/۲۶۸ نفر در استان ورونا، منطقه ونتو ساکن بودند؛ که از این تعداد ۴۷٫۶٪ مرد و ۵۲٫۴٪ زن می‌باشد. ۱۶٫۵٪ جمعیت جوان (زیر ۱۸ سال) و ۲۲٫۳۶٪ جمعیت کهنسال و بازنشسته هستند، که این آمار در مقایسه با کل ایتالیا به ترتیب ۱۸٫۰۶٪(جمعیت جوان) و ۱۹٫۹۴٪ (بازنشسته).
بین سالهای ۲۰۰۲–۲۰۰۷ رشد جمعیت ورونا ۳٫۰۵٪ بوده که این میانگین برای کل ایتالیا ۳٫۸۵٪ می‌باشد.

## معماری
از معماری‌های قابل توجه این شهر می‌توان به قصر سلطنتی سن زنو ماجوره (San Zeno Maggiore متعلق به سدهٔ ۱۲ و ۱۳)، مقبره خانواده اسکالیر (Scaliger سده ۱۴)، کلیسای سبک گوتیک سنت آناستازیا (Sant'Anastasia اتمام بنا در سدهٔ ۱۵)، مکان باشکوه سده ۱۵ بویلاکوا (Bevilacqua)، تئاترو رومانو (Teatro Romano)، کانوسا (Canossa) و پمپی (Pompeii) و قلعه قدیمی (Castel Vecchio ۱۳۵۴) که اکنون به یک موزه هنری تبدیل شده‌است، اشاره کرد.

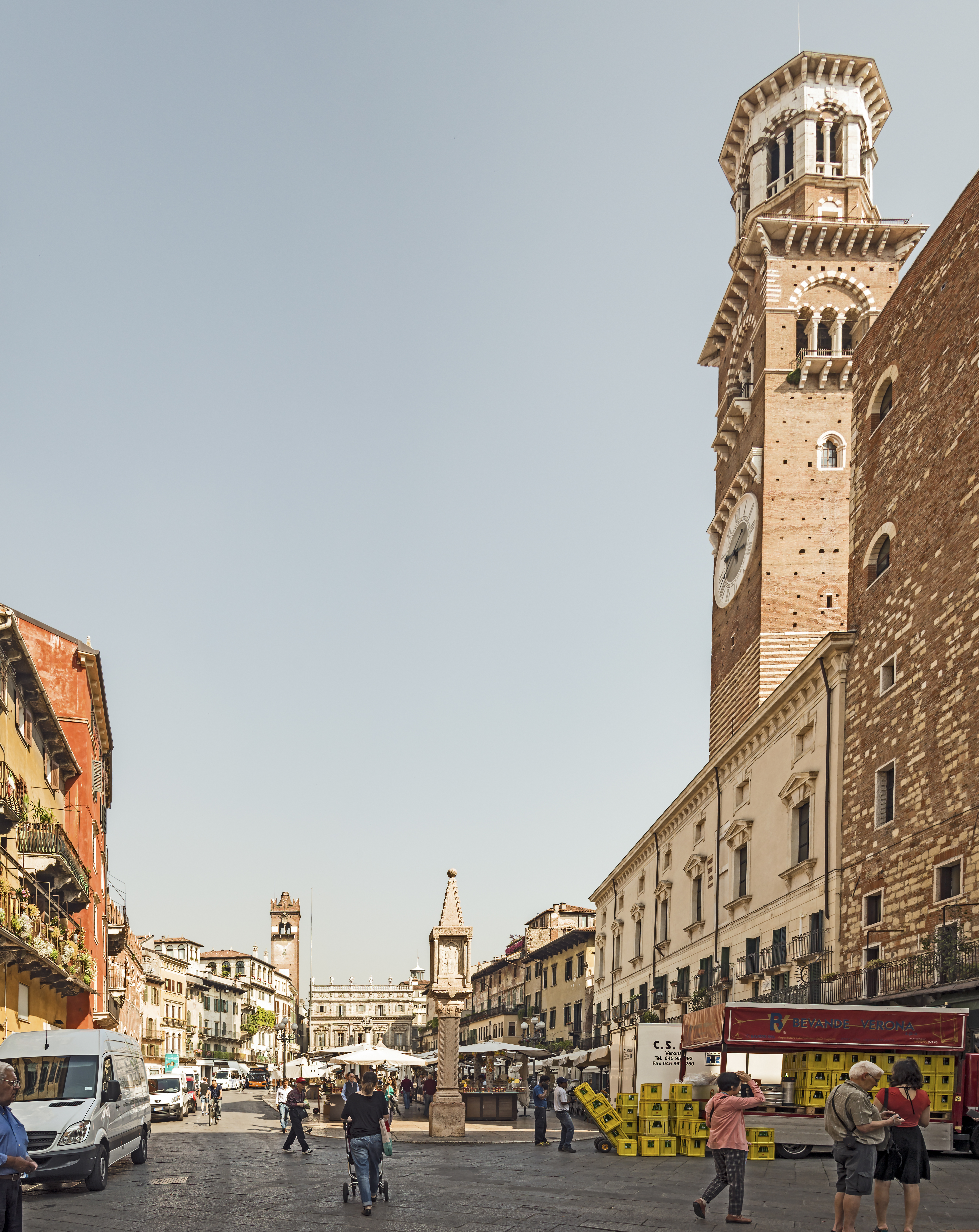
ورونا

یکی از سالمترین آمفی تئاترهای بجا مانده از امپراتوری روم در مرکز ورونا واقع شده که متعلق به سده یکم میلادی است، که امروزه برای اجرای اپرا و کنسرت‌ها استفاده می‌شود. در سمت راست تالار بزرگ شهر واقع شده‌است.
همچنین ورونا به‌دلیل پلهایش مشهور است. در سر تا سر مسیری که رود آدیجه از این شهر می‌گذرد پلهایی بر روی این رود ساخته شده و دو طرف شهر را به هم متصل می‌کنند. برخی مانند پونته پیترا باستانی بوده و برخی در سده اخیر ساخته شده‌اند.